# BL Ящірки
BL Lacertae (BL Ящірки) — галактика з активним ядром та високою змінністю блиску в сузір'ї Ящірки, найвідоміший представник класу лацертид.
Відкрита Куно Гоффмейстером 1929 року, який вважав її неправильною змінною зорею нашої Галактики. Видима зоряна величина досить швидко та непередбачувано змінювалася від 14m до 17m. У загальному каталозі змінних зір об'єкту було надано позначення BL Lac. 1968 року Джон Сміт (англ. John Schmitt) з обсерваторії Девіда Данлопа ідентифікував цю «зорю» як яскраве змінне джерело радіохвиль. Також було виявлено слабкий слід батьківської галактики. 1974 року Оке й Джеймс Ганн виміряли  червоний зсув цієї галактики, який становить z = 0,07 , що відповідає швидкості віддалення близько 21 000 км/с. Такий червоний зсув означає, що галактика перебуває на відстані близько 900 мільйонів світлових років.
Ця галактика спостерігається практично в усьому електромагнітному діапазоні — від радіохвиль до жорсткого гамма-випромінювання.
BL Lacertae дала назву цілому типу позагалактичних об'єктів — лацертид (часто їх називають також об'єктами типу BL Lac). Іноді цю групу об'єднують із групою оптично активних квазарів  в окремий клас блазарів, назва якого походить від скорочення «BL Lac» та другої частини слова «квазар».